# Holy Spirit Movement
Die Holy Spirit Movement (HSM; deutsch Heilig-Geist-Bewegung) war eine ugandische christlich-synkretistische Rebellengruppe, die im August 1986 von Alice Auma Lakwena, einer ethnischen Acholi, gegründet wurde.

## Geschichte
Alice Auma bezeichnete sich als spirituelles Medium unter der Führung des Jok (niedrige Gottheit, Geist) Lakewana (Botschafter). Lakewana war laut Auma der Geist eines Acholi-Soldaten. Er soll ihr befohlen haben die HSM 1985 auf dem Höhepunkt des Bürgerkrieges zu gründen. Nach dem Ende der Herrschaft von Milton Obote 1985 entstanden zahlreiche Widerstandsgruppen, die den Präsidenten Yoweri Museveni in einem Bürgerkrieg bekämpften. Holy Spirit Movement war der Name des politischen Flügels von Alice Lakwenas Organisation, während der militärische Flügel als Holy Spirit Mobile Force bezeichnet wurde. Es gab keine organisatorische Trennung zwischen diesen beiden Flügeln.
Die Gruppe war im Norden Ugandas bei den dort lebenden Acholi aktiv. Auma vermischte christlich-esoterische und endzeitliche Vorstellungen mit traditionellen Mythen zu einer Ideologie der moralischen Reinheit. „Lakwena“ befahl ihr, den Bürgerkrieg zu Ende zu bringen, das Holy Spirit Movement zu gründen und mit ihren Anhängern die Kampala von Musevenis NRA zurückzuerobern.
Nachdem Alice Auma einige Anhänger hinter sich versammeln konnte, überzeugte sie die Rebellengruppe Uganda People’s Democratic Army (UPDA) im November 1986, einige ihrer Kämpfer unter ihr Kommando zu stellen. Ende 1986 befehligte sie zwischen 10.000 und 18.000 Kämpfer. Zwei überraschende Siege über die Regierungstruppen der National Resistance Army (NRA) im November und Dezember 1986 brachten ihr große Popularität und Unterstützung ein, darunter auch von anderen ethnischen Gruppen. Diese Popularität begründete sich auch in den strengen, aber fairen Richtlinien innerhalb der HSM, während andere Rebellengruppen und auch die Regierungstruppen ihre militärische Gewalt oft missbrauchten.
Ihr Geist „Lakwena“ hatte seinen Anhängern befohlen, sich lediglich mit Stöcken und Steinen zu bewaffnen und sich als Schutz vor Geschossen mit Karitebutter einzureiben. Sofern die Seele des Kämpfers rein war, sollte ihn diese Praxis schützen. Zwar kämpfte die HSM wie eine reguläre Armee, sie eroberte Gebiete und lieferte sich offene Kämpfe mit der NRA. Für Außenstehende wirkten einige ihrer Praktiken sehr merkwürdig. So waren in jede Einheit spirituelle Kontrolleure integriert. Auma segnete Steine, damit diese wie Granaten explodieren sollten. Die Kämpfer der HSM zogen in Kreuz-Formation und Hymnen singend in die Kämpfe.
Die Allianz zwischen der HSM und der UPDA zerbrach schnell wieder, Anfang 1987 versuchte die UPDA, die zivilen Nachschublager zu übernehmen, indem sie die Unterstützer der HSM terrorisierte. Im August 1987 begann die HSM trotz anhaltender Auseinandersetzungen mit anderen Rebellengruppen eine Offensive, um die ugandische Hauptstadt Kampala zu übernehmen und ein Paradies auf Erden zu initialisieren. Im November stieß die HSM in Gebiete vor, wo sie keine öffentliche Unterstützung mehr hatte, und nach einigen schweren Niederlagen wurde sie 50 Kilometer vor Kampala von der NRA entscheidend geschlagen.
Die HSM hinterließ einige kleine Rebellengruppen, von denen die meisten schon bald in die Kriminalität abrutschten oder von anderen Rebellengruppen oder der NRA zerschlagen wurden. Aus einer dieser Gruppen ging die von Joseph Kony, Aumas Cousin oder Neffen, geleitete Lord’s Salvation Army hervor. Seit 1992 nennt sich die Gruppe Lord’s Resistance Army. Sie war früher in Norduganda aktiv und ist heute im Grenzgebiet zwischen Südsudan, der Zentralafrikanischen Republik und der Demokratischen Republik Kongo aktiv.
Alice Auma starb im Alter von 51 Jahren am 17. Januar 2007 im Ifo-Flüchtlingslager der United Nations High Commissioner for Refugees (UNHCR) in der Nord-Ost-Provinz Kenias, wo ihr Asyl gewährt worden war.